# Galactia lignosa
Galactia lignosa là một loài thực vật có hoa trong họ Đậu. Loài này được (Turpin ex Pers.) Urb. miêu tả khoa học đầu tiên năm 1900.